# سیارک ۷۲۴۸
سیارک ۷۲۴۸ (به انگلیسی: 7248 Alvsjo، نامگذاری:1992EV21) هفت هزار و دویست و چهل و هشتمین سیارک کشف شده‌است که در ۱ مارس ۱۹۹۲ کشف شد.
قدر مطلق سیارک برابر ۱۴٫۹۰ است.